# Союз демократичних сил (Болгарія)
Союз демократичних сил (болг. Съюз на демократичните сили) — політична партія в Болгарії.
Брала активну участь у виборах 2005 року.
На виборах до Європарламенту 2007 року союз набрав близько 4,74% голосів та не отримала депутатських місць.
На початку 2009 року СДС вступив до Блакитної коаліції.

## Лідери
- Желю Желев (1989–1990)
- Петро Берон (1990)
- Філіп Димитров (1990–1994)
- Іван Костов (1994–2001)
- Катерина Михайлова (2001–2002)
- Надія Михайлова (2002–2005)
- Петро Стоянов (2005–2007)
- Пламен Юруков (2007–2008)
- Мартин Димитров (2008–2012)
- Еміл Кабаіванов (2012—2013)
- Божидар Лукарскі (2013—)